# 遠藤瞳
遠藤 瞳（えんどう ひとみ、1991年〈平成3年〉6月14日 - ）は、茨城県出身の日本の女優、ファッションモデル。ソルカンパニー（sol co.）所属。

## 略歴
- 2004年、ローティーン向けファッション雑誌『ニコラ』（新潮社）の第8回モデルオーディションでグランプリを獲得し、同年11月号から専属モデル（ニコモ）として活動。時に13歳であった。
- 2007年秋にイギリスへ短期留学した。
- 2008年5月号時点の表紙起用回数は3回。2008年5月号でニコラを卒業した。
- 2011年7月、美人時計埼玉版に出演。
- 2012年3月、GLAMOROUS専属モデル世界オーディションのファイナリストに選ばれた[1]。
- 2012年9月、2012年9月22日発売の『Ray2012年11月号P75～』にて、Ray初登場[2]。
- 2012年11月、2012年11月22日発売の『Ray2013年1月号』からレギュラーモデル。
- 2013年1月、自身初となる舞台、ツラヌキ怪賊団主催による『リーゼント総理』に出演。
- 2017年1月8日、自身のブログで前年暮れに一般男性と入籍したことを発表[ブログ 2]。

## 人物
- エスニックなファッションを好む。
- 趣味はダンス・ゴルフ・スノーボード。
- 学校は茨城県立古河第一高等学校を経て、立正大学経営学部経営学科卒業[3]。
- 弟が1人いる[ブログ 3]。
- 舞台で共演した元モーニング娘。の新垣里沙とは同じ事務所に在籍していた程の仲である[ブログ 4]。

## 出演

### ランウェイ
- Girls Award　2012 AUTUMN/WINTER[2]、2013 SPRING/SUMMER、2013 AUTUMN/WINTER
- 東京ガールズコレクション 2014 SPRING/SUMMER[4]

### 新聞
- 朝日小学生新聞（朝日学生新聞社、2005年4月 - 2006年3月）コラム連載

「ラブベリー」（徳間書店）の専属モデルの坂田彩と交代で連載。

### Web
- 美人時計埼玉版

### テレビドラマ
- 発足!ギャル内閣（2014年1月 - 3月、チバテレ）
- 土曜ワイド劇場「検事・悪玉」（2016年3月19日、ABC・テレビ朝日系）- 水野茜役[5]

### 映画
- レッド&ブルー物語「ボウリング de 悪霊退散」（2010年）[6]

### 舞台
- リーゼント総理（公開：2013年1月16日(水)～21日(月)、主催：ツラヌキ怪賊団、作・演出：IKKAN）
- 絶対彼氏。（公開：2013年3月16日（土）～20日（水）、原作：渡瀬悠宇、脚本・演出：菅野臣太朗）
- オンナ、ひと憂。（公開：2013年9月12日(木)～16日(月)、作・演出：佐藤徹也）[7]
- 泣いてたまるか!!いのちのしるし（公開：2014年3月12日(水)～16日(日)、主催：バードランドミュージック、脚本：Studio波那玲、演出：佐藤智恵）
- 殺人鬼フジコの衝動（公開：2015年4月15日(水)～19日(日)、主催：バードランドミュージック、脚本・演出：松澤くれは）
- アイドル甲子園シアター旗揚げ公演「AKIRA」（公開：2015年9月29日(火)～10月4日(日)、作・演出：佐藤徹也）※Bキャストで出演

### CM
- ジョリーパスタ「パスタフェア2017夏」（2017年）
- ダンロップ「ゼクシオ」（2017年）[ブログ 5]
- ECC外語学院（2019年）[ブログ 6]
- ペットライン「LUNA」（2019年）[ブログ 7]
- はごろもフーズ「シャキッと!コーン」（2020年）[ブログ 8]
- ロート製薬「エクシブ」（2021年）
- 宅配クリーニング・リネット（2021年）[8]

## 書籍

### 雑誌連載
- ニコラ（2004年11月号 - 2008年5月号、新潮社） - 専属モデル
- Ray (2013年1月号 - 、主婦の友社) - 専属モデル

### ブログ
1. ↑  “HIS Happy birthday!!”. 太田希望オフィシャルブログ.  CyberAgent (2014年3月14日). 2021年10月30日閲覧。
2. ↑  遠藤瞳 (2017年1月8日). “ご報告”. オフィシャルブログ「1103号室」.   CyberAgent. 2021年10月30日閲覧。
3. ↑  遠藤瞳 (2013年11月16日). “ちょっとだけ”. オフィシャルブログ「1103号室」.   CyberAgent. 2021年10月30日閲覧。
4. ↑  遠藤瞳 (2014年11月23日). “だいすきな!”. オフィシャルブログ「1103号室」.   CyberAgent. 2021年10月30日閲覧。
5. ↑  遠藤瞳 (2017年7月11日). “xxio”. オフィシャルブログ「1103号室」.   CyberAgent. 2021年10月30日閲覧。
6. ↑  遠藤瞳 (2019年6月4日). “CM”. オフィシャルブログ「1103号室」.   CyberAgent. 2021年10月30日閲覧。
7. ↑  遠藤瞳 (2019年10月25日). “出演のお知らせ”. オフィシャルブログ「1103号室」.   CyberAgent. 2021年10月30日閲覧。
8. ↑  遠藤瞳 (2020年9月14日). “出演のお知らせ”. オフィシャルブログ「1103号室」.   CyberAgent. 2021年10月30日閲覧。